# Собрание Северной Македонии
Собрание Республики Северная Македония (макед. Собрание на Република Северна Македонија, алб. Kuvendi i Republikës së Maqedonisë së Veriut) — представительный орган и носитель законодательной власти (парламент) Северной Македонии.

## Нынешний состав
| Партия           | Партия                                                                  | Голоса    | %     | Места | Изменение |
| ---------------- | ----------------------------------------------------------------------- | --------- | ----- | ----- | --------- |
|                  | Коалиция «Твоя Македония» (ВМРО — ДПМНЕ, СПМ и др.)                     | 436 036   | 44,51 | 58    | ▲14       |
|                  | Коалиция «За европейское будущее» (СДСМ, ЛДП, ДОМ, ВМРО-НП, НСДП и др.) | 154 687   | 15,79 | 18    | ▼28       |
|                  | Коалиция «Европейский фронт» (ДСИ, АзА, ДПА, ДПТ и др.)                 | 137 561   | 14,04 | 18    | ▲4        |
|                  | Коалиция «ВЛЕН» («Беса», «ААА» и ДД)                                    | 107 081   | 10,93 | 14    | ▲69       |
|                  | Левые                                                                   | 68 663    | 7,01  | 6     | ▲4        |
|                  | «ЗНАМ»                                                                  | 56 277    | 5,75  | 6     | ▲6        |
|                  | Коалиция «Смело за Македонию» (ГРОМ, «Интегра» и ПЦЕР)                  | 4522      | 0,46  | 0     | —         |
|                  | «Новая альтернатива»                                                    | 3516      | 0,36  | 0     | —         |
|                  | Авая                                                                    | 3516      | 0,36  | 0     | —         |
|                  | Твоя партия                                                             | 1794      | 0,18  | 0     | ▬         |
|                  | Единая Македония                                                        | 1688      | 0,17  | 0     | ▬         |
|                  | Родина                                                                  | 1099      | 0,11  | 0     | —         |
|                  | Третья Македонская эра                                                  | 968       | 0,10  | 0     | ▬         |
|                  | Демократы                                                               | 913       | 0,09  | 0     | ▬         |
|                  | Десна                                                                   | 535       | 0,05  | 0     | —         |
|                  | МОРО – Рабочая партия                                                   | 452       | 0,05  | 0     | ▬         |
|                  | Европейское гражданское движение                                        | 241       | 0,02  | 0     | Новая     |
| Недействительные | Недействительные                                                        | 27 474    | 2,73  | —     | —         |
| Всего            | Всего                                                                   | 1 007 023 | 100   | 120   | —         |
| Избиратели/явка  | Избиратели/явка                                                         | 1 815 350 | 55,47 | —     | —         |
| Источник: ГИК    |                                                                         |           |       |       |           |

## Структура
Собрание имеет одну палату и по Уставу (конституции) Республики Северная Македония может насчитывать от 120 до 140 депутатов, но во всех собраниях до сегодняшнего дня было 120 депутатов.
Депутаты выбираются на всеобщих выборах тайным голосованием. Мандат депутата длится четыре года, и депутаты не могут быть отозваны.
Во главе Собрания стоит Председатель (спикер).
Собрание заседает в столице Скопье.

## Основные обязанности
По статье 68 Конституции, в обязанности Собрания Северной Македонии входят:
- изменять Конституцию Северной Македонии
- вводить законы и давать им толкование
- утверждать государственный бюджет
- ратифицировать международные договоры
- объявлять войну и мир
- утверждать изменение границ Северной Македонии
- утверждать заключение внешнеполитических союзов
- назначать Правительство Северной Македонии
- выбирать судей, в том числе Уставного (Конституционного) суда Северной Македонии
- осуществлять политический контроль над Правительством Северной Македонии
- предоставлять амнистию
- осуществлять другие действия в соответствии с Уставом.

## Председатели Собрания Северной Македонии
После провозглашения независимости Республики Македонии председателями собрания были избраны:
- Стоян Андов (1991—1996)
- Тито Петковский (1996—1998)
- Саво Климовский (1998—2000)
- Стоян Андов (2000—2002)
- Никола Поповский (2002—2003)
- Люпчо Йордановский (2003—2006)
- Любиша Георгиевский (2006—2008)
- Трайко Веляноский (2008—2016)
- Талат Джафери (2017—2024)
- Йован Митрески (2024)
- Африм Гаши[англ.] (2024 — н.в.)